# Jakob Pál
Jakob Pál (ur. 22 stycznia 1863 w Peszcie, zm. 11 lipca 1936 w Wiedniu) – węgiersko-austriacki lekarz, profesor Uniwersytetu Wiedeńskiego, radca dworu.

## Życiorys
Syn Emanuela Pála, żydowskiego kupca z Pesztu. Jego wujem był austriacki patolog Salomon Stricker (1834–1898). Studiował na Uniwersytecie Wiedeńskim. Po otrzymaniu tytułu doktora nauk medycznych w 1886 roku pracował w Instytucie Patologii Ogólnej i Doświadczalnej, od 1888 roku w Wiedeńskim Szpitalu Ogólnym. Habilitował się w 1891 roku. W sierpniu 1900 roku został nadzwyczajnym profesorem uniwersyteckim, w listopadzie 1908 roku otrzymał tytuł profesora nadzwyczajnego, a w 1922 roku profesora zwyczajnego.
W 1891 ożenił się z pisarką Sidonie Eisenschitz, z domu Munk (1861–1941), pochodzącą z Kolanowa pod Bochnią.

## Dorobek naukowy
Pál jako pierwszy odkrył antagonistyczne wobec kurary działanie fizostygminy i spazmolityczne działanie papaweryny. Zmodyfikował metodę barwienia według Weigerta (metoda Weigerta-Pála). Jako pierwszy w Wiedniu przeprowadzał pomiary ciśnienia tętniczego pacjentów.

## Wybrane prace
- Ueber die Innervation der Leber. Wien: Hölder, 1888.
- Gefäßkrisen. Leipzig: Hirzel, 1905
- Paroxysmale Hochspannungsdyspnoe. Wien: Braumüller, 1907.
- Grundzüge der allgemeinen Lehre von den Krankheiten: Leitfaden für Krankenpflegeschulen. Leipzig: Deuticke, 1921.
- Krampferscheinungen im Magen-Darmkanal. Wien: Springer, 1925.
- Die Tonuskrankheiten des Herzens und der Gefässe. Ihre Biologie und Therapie. Wien: Springer, 1934.